# 1875年恢復硬幣法案
1875年恢復硬幣法案為美國國會所立法。國會以紙鈔不受公信並可能遭受擠兌為由，要求政府恢復南北戰爭前的「硬幣為主」貨幣政策。該法案除了要求美國政府減少綠背紙幣發行到3億美金內，還必須重新恢復銀幣設置。1878年，支持紙幣者推翻此法案，而美國社會大眾也漸趨習慣使用紙鈔。